# Своге (община)
Община Своге се намира в Западна България и е една от съставните общини на Софийска област.

## География

### Географско положение, граници, големина
Общината е разположена в северната част на Софийска област. С площта си от 868,619 km2 заема 2-ро място сред 22-те общините на областта, което съставлява 12,27% от територията на областта. Границите ѝ са следните:
- на изток – община Ботевград;
- на юг – Столична община, област София;
- на югозапад – община Костинброд;
- на запад – община Годеч;
- на север – община Вършец, област Монтана;
- на североизток – община Враца и община Мездра, област Враца.

### Природни ресурси

#### Релеф
Релефът на общината е ниско и средно планински, като територията ѝ изцяло попада в пределите на Западна Стара планина.
От юг на север, по цялото протежение на община Своге протича река Искър в своя величествен Искърски пролом. Северно и западно от пролома в пределите на община Своге попадат участъци от четири планини (Врачанска, Козница, Понор и Мала планина), а южно и източно от него – участъци от три планини (Ржана планина, Голема планина и Мургаш), които са съставни части на Западна Стара планина.
Северно от Искърския пролом в пределите на община Своге са разположени южните части на Врачанска планина със своя най-висок връх Бегличка могила 1481,4 m, разположен на границата с общините Враца и Мездра. Югозападно от Врачанска планина и Дружевската седловина се простират източните части на планината Козница. В нея, на границата с община Вършец се издига Крушачки връх 1738,2 m, най-високата точка на община Своге. Южно от планината Козница и западно от Искърския пролом се намира Понор планина. Нейния първенец връх Сърбеница 1481,6 m е разположен на 1,2 km южно от село Зимевица. Южно от Понор планина и дълбоката долина на Искрецка река (ляв приток на Искър) и западно от Искърския пролом е разположена ниската Мала планина. Нейният връх Церия 1234 m се издига на около 3 km южно от село Свидня.
Южно от Искърския пролом и източно от долината на река Габровница (десен приток на Искър) в пределите на община Своге са разположени западните и югозападните части на Ржана планина. Най-високата ѝ точка връх Козница 1636,3 m се намира на 2 km на север-североизток от село Осеновлаг. Между Искърския пролом на запад и север, река Габровница на изток и североизток и Батулийска река (десен приток на Искър) на юг се простира голямата дъга на Голема планина, която с изключение на най-източните ѝ части изцяло попада на територията на община Своге. Нейният най-висок връх Чукава 1587,6 m е разположен на 3 km югозападно от село Осеновлаг. В югоизточния ъгъл на община Своге (землището на село Ябланица са разположени северозападните хребети на планината Мургаш. На границата със Столична община и общините Ботевград и Елин Пелин се издига едноименният ѝ връх Мургаш 1687 m.
В южния край на общината, южно от долините на реките Дълбочица (ляв приток на Искър) и Батулийска (десен приток), от двете страни на началото на Искърския пролом са разположени северните склонове на Софийска планина (тя е също съставна част на Западна Стара планина). Максималната ѝ височина на територията на община Своге е връх Камарата 1182,9 m, разположен на около 4 km източно от село Ябланица, на границата със Столична община.
Югоизточно от село Левище, на границата с община Мездра в коритото на река Искър се намира най-ниската точка на общината – 318 m н.в.

#### Води
Основна водна артерия на община Своге е река Искър, която протича през нея с част от средното си течение на протежение от около 45 km през величествения Искърския пролом. На територията на община Своге река Искър получава три големи притока (Батулийска река, Искрецка река и Габровница, които изцяло протичат в нейните предели) и множество по-малки водещи началото си от околните планини.
Батулийска река (Ябланица, 40 km) извира на 450 m западно от хижа „Мургаш“ на 1366 m н.в. в планината Мургаш. Тече на север под името Непритка. На 42°52′16″ с. ш. 23°39′00″ и. д. / 42.871111° с. ш. 23.65° и. д. приема отдясно река Еловица и завива на запад – генерална посока, която запазва до устието си. Тече в дълбока долина между Голема планина на север и Софийска планина на юг. В началото се нарича Търсова река, след устието на левия си приток Йовковски дол – Ябланица, а след устието на Огойска река (десен приток) – Бакьовска река, като в този си участък приема отляво най-големия си приток река Елешница. След село Батулия, вече под името Батулийска река, долината ѝ се разширява и се влива отдясно в река Искър на 496 m н.в. при село Реброво. Площта на водосборния и басейн е 256 km2, което представлява 3,0% от водосборния басейн на река Искър. Левият ѝ приток река Елешница протича през община Своге само с най-долното си течение.
Искрецка река (22 km) извира в махала „Завидовска падина“ на село Бучин проход, община Костинброд на 791 m н.в., в западната част на Мала планина под името Реката и след 2 km навлиза в община Своге. Тече на изток в дълбоко всечена долина между Понор планина на север и Мала планина на юг, поради което водосборният басейн на реката е много малък. Влива се отляво в река Искър, на 457 m н.в., в чертите на град Своге. Площта на водосборния ѝ басейн е много малък, едва 57 km2, което представлява 0,7% от водосборния басейн на река Искър.
Река Габровница (22 km) води началото си на около 600 m западно от връх Брезовишка чукла (1378 m) в Ржана планина, на 1275 m н.в. В началото тече в северозападна посока, а след манастира „Седемте престола“ – в северна, в дълбока залесена долина между Ржана планина на североизток и изток и Голема планина на югозапад и запад. При село Габровница (на 2 km преди устието ѝ) долината ѝ се разширява и се влива отдясно в река Искър на 318 m н.в. Площта на водосборния ѝ басейн е малък – 96 km2, което представлява едва 1,1% от водосборния басейн на река Искър.

## Население

### Етнически състав (2011)
Численост и дял на етническите групи според преброяването на населението през 2011 г.:
|                     | Численост | Дял (в %) |
| Общо                | 22 363    | 100,00    |
| Българи             | 21 526    | 96,26     |
| Турци               | 13        | 0,06      |
| Цигани              | 89        | 0,40      |
| Други               | 36        | 0,16      |
| Не се самоопределят | 29        | 0,13      |
| Неотговорили        | 670       | 3,00      |

### Движение на населението (1934 – 2021)
| Община Своге                                  | Община Своге | Община Своге | Община Своге | Община Своге | Община Своге | Община Своге | Община Своге | Община Своге | Община Своге | Община Своге | Община Своге |
| --------------------------------------------- | ------------ | ------------ | ------------ | ------------ | ------------ | ------------ | ------------ | ------------ | ------------ | ------------ | ------------ |
| Година                                        | 1934         | 1946         | 1956         | 1965         | 1975         | 1985         | 1992         | 2001         | 2011         | 2021         |              |
| Население                                     | 33045        | 35963        | 35528        | 33089        | 31459        | 29044        | 26987        | 25409        | 22363        | 19427        |              |
| Източници: Национален Статистически Институт, |              |              |              |              |              |              |              |              |              |              |              |

### Населени места
Общината има 38 населени места с общо население от 19 427 жители към 7 септември 2021 г.
| Населено място | Население (2021 г.) | Площ на землището km2 | Забележка (старо име) | Населено място           | Население (2021 г.) | Площ на землището km2 | Забележка (старо име)           |
| -------------- | ------------------- | --------------------- | --------------------- | ------------------------ | ------------------- | --------------------- | ------------------------------- |
| Бакьово        | 16                  | 8,416                 |                       | Искрец                   | 1749                | 29,506                |                                 |
| Батулия        | 149                 | 22,698                |                       | Лакатник                 | 94                  | 31,924                |                                 |
| Бов            | 92                  | 24,667                |                       | Лакатник (Гара Лакатник) | 1037                | -                     | в з-щето на с. Лакатник         |
| Бов (Гара Бов) | 734                 | 8,490                 |                       | Левище                   | 4                   | -                     | в з-щето на с. Габровница       |
| Брезе          | 154                 | 42,668                |                       | Лесковдол                | 65                  | 26,210                |                                 |
| Брезовдол      | 11                  | 17,006                |                       | Луково                   | 264                 | 13,307                |                                 |
| Буковец        | 21                  | 37,261                |                       | Манастирище              | 4                   | 21,078                | Мънастирище                     |
| Владо Тричков  | 1763                | 18,969                |                       | Миланово                 | 378                 | 45,250                | Осиково                         |
| Габровница     | 189                 | 18,888                |                       | Огоя                     | 68                  | 54,328                |                                 |
| Губислав       | 49                  | 23,208                |                       | Оплетня                  | 79                  | 9,827                 |                                 |
| Добравица      | 23                  | 13,515                | Загъжене              | Осеновлаг                | 171                 | 49,490                | Осеновлак                       |
| Добърчин       | 17                  | 17,859                |                       | Реброво                  | 957                 | 15,534                |                                 |
| Дружево        | 110                 | 25,121                | Дупни връх            | Редина                   | 70                  | 16,749                |                                 |
| Еленов дол     | 20                  | 18,344                |                       | Свидня                   | 987                 | 17,048                |                                 |
| Желен          | 155                 | 15,693                |                       | Своге                    | 7151                | 21,932                |                                 |
| Завидовци      | 10                  | 6,629                 |                       | Томпсън                  | 789                 | 7,990                 |                                 |
| Заноге         | 21                  | 38,581                | Салабашево            | Церецел                  | 13                  | 30,398                |                                 |
| Заселе         | 218                 | 15,574                |                       | Церово                   | 1569                | 16,634                |                                 |
| Зимевица       | 158                 | 30,011                |                       | Ябланица                 | 68                  | 57,816                |                                 |
|                |                     |                       |                       | ОБЩО                     | 19427               | 868,619               | 2 населени места са без землища |

## Административно-териториални промени
- Указ № 448/обн. 31.12.1893 г. – преименува с. Заноге на с. Салабашево;
- Указ № 197/обн. 11.08.1896 г. – възстановява старото име на с. Салабашево на с. Заноге;
- през 1926 г. – осъвременено е името на с. Мънастирище на с. Манастирище без административен акт;
- МЗ № 2961/обн. 29.03.1943 г. – признава н.м. Бакьово (от с. Оградище) за отделно населено място – с. Бакьово;
- Указ № 236/обн. 28.05.1950 г. – преименува с. Осиково на с. Миланово;
- Указ № 72/обн. 19.02.1952 г. – преименува с. Дупни връх на с. Дружево;
- Указ № 333/обн. 16.11.1954 г. – преименува с. Загъжене (Загажене) на с. Добравица;
- Указ № 317/обн. 13.12.1955 г. – признава н.м. Габровница (от с. Лакатник) за отделно населено място – с. Габровница;
- през 1956 г. – уточнено е името на с. Осеновлак на с. Осеновлаг без административен акт;
- Указ № 431/обн. 22.11.1960 г. – заличава с. Оградище и го присъединява като квартал на с. Буковец;

– обединява населените местности гара Владо Тричков, Драсин, Калугерица, Клисура, Орешец, Радач, Ромча, Свидница и Шатор в едно ново населено място – с. Владо Тричков;
– обединява населените местности гара Бабул, гара Томпсън, Завоя, Ливаге, Липата, Малък Бабул и Церови страги в едно ново населено място – с. Томпсън;
- Указ № 546/обн. 15.09.1964 г. – признава с. Своге за гр. Своге;
- Указ № 57/обн. 05.02.1965 г. – признава н.м. гара Бов за отделно населено място – гар.с. Гара Бов;

– признава н.м. гара Лакатник за отделно населено място – гар.с. Гара Лакатник;
- Указ № 267/обн. 21.03.1969 г. – обединява жп спирка Луково и населените местности Голата глава, Лазар, Орничето, Острият камък, Сърце и Турска могила в едно ново населено място – с. Луково;
- Указ № 970/обн. 04.04.1986 г. – признава н.м. Левище (от с. Габровница) за отделно населено място – с. Левище;

– заличава с. Меча поляна поради изселване;
- На основание §7 (т.3) от Закона за административно-териториалното устройство на Република България (ДВ, бр. 63/1995 г.) всички махали, колиби, гари, минни и промишлени селища придобиват статут на села.

## Транспорт
През територията на общината, по долината на река Искър, на протежение от 44,2 km преминава участък от трасето на жп линията София – Мездра – Горна Оряховица – Варна от Железопътната мрежа на България.
През общината преминават частично 4 пътя от Републиканската пътна мрежа на България с обща дължина 85,8 km:
- участък от 51,2 km от Републикански път II-16 (от km 25,3 до km 76,5);
- началният участък от 13,8 km от Републикански път III-162 (от km 0 до km 13,8);
- началният участък от 17,7 km от Републикански път III-164 (от km 0 до km 17,7);
- последниятт участък от 3,1 km от Републикански път III-8102 (от km 12,3 до km 15,4).

## Топографска карта
- Лист от карта K-34-35. Мащаб: 1 : 100 000.
- Лист от карта K-34-36. Мащаб: 1 : 100 000.
- Лист от карта K-34-47. Мащаб: 1 : 100 000.
- Лист от карта K-34-48. Мащаб: 1 : 100 000.